# 21926 Jacobperry
21926 Jacobperry è un asteroide della fascia principale. Scoperto nel 1999, presenta un'orbita caratterizzata da un semiasse maggiore pari a 3,0425866 UA e da un'eccentricità di 0,0340667, inclinata di 0,50975° rispetto all'eclittica.